# 49 Ceti
49 Ceti, som är stjärnans Flamsteed-beteckning, är en ensam stjärna belägen i den södra delen av stjärnbilden Valfisken. Den har en skenbar magnitud på 5,61 och är svagt synlig för blotta ögat där ljusföroreningar ej förekommer. Baserat på parallaxmätning inom Hipparcosuppdraget på ca 17,5 mas, beräknas den befinna sig på ett avstånd på ca 186 ljusår (ca 57 parsek) från solen. Den rör sig bort från solen med en heliocentrisk radialhastighet på ca 10 km/s. Den har identifierats som en medlem i den 40 miljoner år gamla Argus-association.

## Egenskaper
49 Ceti är en ung blå till vit stjärna i huvudserien av spektralklass A1 V. Den har en massa som är ca 2 solmassor, en radie som är ca 1,8 solradier och utsänder från dess fotosfär ca 19 gånger mera energi än solen vid en effektiv temperatur av ca 8 800 K.
49 Ceti har ett betydande överskott av infraröd strålning, vilket är ett kännetecken för att en stoftskiva kretsar runt stjärnan. Skivan verkar vara oväntat rik på kolmonoxidgas, vilken eventuellt kan komma från kometer som kretsar runt stjärnan i skivan, liknande Kuiperbältet i solsystemet.